# 陳祖恒
陳祖恒（英語：Sunny Tan，1973年—），香港政治人物及工業界人士，現任香港生產力促進局主席，香港立法會議員。

## 簡歷
陳祖恒出身於以製衣聞名的陳守仁家族，其父陳守仁為聯泰控股創辦人，兄長為陳亨利為第十三屆全國人大香港代表。他在美國威斯康辛大學麥迪遜分校取得工商管理學士及史丹福大學取得理科碩士學位後，於美林證券（亞太）公司擔任財務分析師三年，於1999年經多番討論才決定加入聯泰集團打理家族生意，主理收購合併業務。
聯泰集團在陳祖恒的打理下業務持續增長，並於2004年公開招股成為上市公司。此外，他在集團任職時遊走東南亞多國，領導集團將生產網絡由內地擴展至多個東南亞國家，並熟悉不同東盟國家的文化、法例差異及工業優勢。他在集團內曾任財務總監兼執行董事（鞋履及配飾），現任集團執行副總裁。除聯泰集團的職務外，他兼任多項公職，因而熟悉政府、立法會和公營機構運作，包括任香港工業總會常務副主席、香港生產力促進局理事會委員及職員事務委員會主席，「BUD專項基金」計畫管理委員會成員等。
2021年，陳祖恒參與立法會選舉，在紡織及製衣界出選，與現任議員鍾國斌對壘。他以創新思維為政綱，指出會推動業界應用創新科技，促進科研成果產業化及協助業界爭取更多資源，並把握「十四五」規劃等機遇，協助香港融入國家發展大局。同年12月，他在選舉中以172票對82票擊敗鍾國斌當選為立法會議員。
2022年，陳祖恒加入經民聯。